# 音楽研究科
音楽研究科（おんがくけんきゅうか、英称：The Graduate School of Music）は、日本の大学院研究科のうち、音楽学の高度な教育研究を行う機構の1つである。国立大学では1963年に東京藝術大学が、私立大学では1964年に武蔵野音楽大学が、公立大学では1970年に愛知県立芸術大学が、初めて音楽研究科の名称を冠した研究科を設置した。

## 概要
主に、音楽学部の上位に連続した形で設置され、博士前期課程（修士課程）および博士後期課程（博士課程）あるいはそれに相当する課程で構成される。学位は、修士課程は修士（音楽）を、博士課程は博士（音楽）を修めることができ、他は、それに相当する専攻名称等に応じた学位を修める。

## 大学院大学
- 桐朋学園大学院大学

## 音楽研究科を置く大学

### 国立
- 東京藝術大学

### 公立
- 愛知県立芸術大学
- 京都市立芸術大学

### 私立
- 国立音楽大学
- 東京音楽大学
- 東邦音楽大学
- 武蔵野音楽大学
- 昭和音楽大学
- 洗足学園音楽大学
- フェリス女学院大学
- 名古屋音楽大学
- 名古屋芸術大学
- 大阪音楽大学
- 相愛大学
- 神戸女学院大学
- エリザベト音楽大学

## 音楽研究科と類似する研究科名称
- 聖徳大学大学院 音楽文化研究科

## 音楽、音楽学を専攻できる他の研究科名称

### 国立
- 北海道教育大学大学院 教育学研究科 教科教育専攻 音楽教育専修
- 弘前大学大学院 教育学研究科 教科教育専攻 音楽教育専修
- 岩手大学大学院 教育学研究科 教科教育専攻 音楽教育コース
- 宮城教育大学大学院 教育学研究科 教科教育専攻 音楽教育専修
- 山形大学大学院 地域教育文化研究科 文化創造専攻 音楽芸術分野
- 上越教育大学大学院 教育学研究科 芸術系コース(音楽)
- 宇都宮大学大学院 教育学研究科 教科教育専攻 音楽教育専修
- 静岡大学大学院 教育学研究科 学校教育研究専攻 音楽教育専修
- 愛知教育大学大学院 教育学研究科 芸術教育専攻［音楽分野］
- 京都教育大学大学院 教育学研究科 教科教育専攻 音楽教育専修
- 奈良教育大学大学院 教育学研究科 教科教育専攻 音楽教育専修
- 大阪教育大学大学院 教育学研究科 音楽教育専攻
- 広島大学大学院 教育学研究科 教科教育学専攻 音楽文化教育学専修
- 高知大学大学院 総合人間自然科学研究科 教育学専攻 授業実践コース 音楽教育
- 鳴門教育大学大学院 学校教育研究科 教科・領域教育専攻 芸術系コース（音楽）
- 福岡教育大学大学院 教育学研究科 教育科学専攻 音楽教育コース

### 公立
- 沖縄県立芸術大学院 音楽芸術研究科 音楽学専攻

### 私立
- 尚美学園大学大学院 芸術情報研究科 音楽表現専攻
- 日本大学大学院 芸術学研究科 音楽芸術専攻
- 東海大学大学院 芸術学研究科 音響芸術専攻
- 大阪芸術大学大学院 芸術研究科 芸術文化学専攻